# 郑美珠 (排球运动员)
郑美珠（1962年11月5日—），福建福州人，中國女排隊前接应二传，身高1.72米。攻防技术全面，发球好，后排防守积极、灵活，扣球力量重，球路变化多，比赛作风顽强。是中国女排20世纪80年代五連冠時的選手。郑美珠参加了五连冠里的后四冠，只是没能参加1981年在日本举行的第三届世界杯女子排球赛。她与队友侯玉珠并列成为福建第一位奥运冠军。
1991年底，郑美珠前往德国打球。从俱乐部退役后，曾与丈夫一同经商。后来到慕尼黑附近的一家疗养院做管理工作。
2008年5月，郑美珠成为北京奥运会火炬接力福州站的第一棒火炬手。

## 主要成绩
- 1982年世界女子排球锦标赛冠军
- 1984年夏季奧林匹克運動會排球比賽冠军
- 1985年世界杯女子排球赛冠军
- 1986年世界女子排球锦标赛冠军
- 1988年夏季奧林匹克運動會排球比賽季军